# 200 Liberty Street
200 Liberty Street, anteriormente conocido como el One World Financial Center, es un rascacielos de Lower Manhattan, Nueva York.
Se encuentra en el número 200 de Liberty Street entre South End Avenue y West Street. Fue construido en 1985 como parte del complejo del World Financial Center. Es un edificio de 40 plantas que llega a una altura de 176 metros. Tiene un espacio arrendable de 151 200 metros cuadrados. Al igual que los otros edificios del complejo, tiene una azotea única en forma de tronco. Está conectado a los demás edificios del complejo por un pasadizo elevado que cruza Liberty Street.
El edificio se encuentra detrás del World Trade Center y sufrió importantes daños durante los Atentados del 11 de septiembre. La nube de polvo surgida tras el derrumbe de las torres y otras explosiones, dañando mayoritariamente el Jardín de invierno y otros edificios del complejo. Fue cerrado durante varios meses y reabierto tras una restauración.
Fue renombrado 200 Liberty Street cuando el resto del complejo se convirtió en Brookfield Place en 2014.

## Inquilinos destacados
- Cadwalader, Wickersham & Taft
- Deloitte and Touche
- Dow Jones & Co
- Fidelity Investments
- Financial Industry Regulatory Authority
- National Financial Services
- The Wall Street Journal
- Royal Alliance